# Скрыпник, Евдоким Яковлевич
Евдоки́м Я́ковлевич Скры́пник (1873 — ?) — член Государственной думы I созыва от Херсонской губернии, крестьянин.

## Биография
Православный, крестьянин села Бузино Евгеньевской волости Тираспольского уезда.
Начальное образование получил дома, грамотный. Занимался земледелием.
В 1906 году был избран в I Государственную думу от общего состава выборщиков Херсонского губернского избирательного собрания. Входил в группу беспартийных. В думских комиссиях не состоял.
Судьба после роспуска Думы неизвестна.